# كريستينا دياز
كريستينا دياز هي محامية وسياسية مكسيكية، تنتمي إلى الحزب الثوري المؤسساتي. وهي رئيسة بلدية سابقة غوادالوبي نويفو ليون، كما أنها عضو مجلس الشيوخ عن ولاية نويفو ليون.

## التعليم والوظيفة
درست دياز سالازار القانون في جامعة نويفو ليون المستقلة. وهي عضو نشط في الحزب الثوري الدستوري وقد شغلت مناصب مختلفة داخل حزبها بما في ذلك رئيسة الحزب الثوري الدستوري في نويفو ليون. عملت كمستشارة لـ نقابة عمال الضمان الاجتماعي الوطنية، ورئيسة المعهد الوطني للهجرة في نويفو ليون، ونائبة محلية في كونغرس نويفو ليون، وعملت في مجلس النواب المكسيكي خلال فصلين تشريعيين. في عام 2006 تم انتخابها كرئيسة بلدية لبلدية غوادالوبي.

## واجباتها في الحزب الثوري
كانت الأمينة العامة للحزب الثوري الدستوري حتى 2 ديسمبر 2011. بعد استقالة هامبرتو موريرا كرئيسة للحزب الثوري المؤسسي أصبحت الرئيسة المؤقتة للحزب، ولكن عندما تولى بيدرو خواكين كولدويل منصب رئيس الحزب أصبحت الأمينة العامة للحزب مرة أخرى في 8 ديسمبر 2011.